# El Español
El Español ist ein spanisches Nachrichtenportal, das 2015 gegründet wurde. Der Hauptsitz befindet sich in der Avenida de Burgos, 16D, 7º, Madrid, Comunidad de Madrid. Stand April 2025 verfügt El Español über die größte digitale Reichweite aller Zeitungen in Spanien mit durchschnittlich über 3 Millionen Aufrufen pro Tag und etwa 20 Millionen eindeutigen Nutzern pro Monat.

## Geschichte
Im Jahr 2014 wurde Pedro J. Ramírez als Direktor der Zeitung El Mundo abgesetzt. Zusammen mit seiner Tochter María Ramírez Fernández gründete er El Español. Die Website wurde am 11. Januar 2015 eröffnet.
Am 10. Januar 2015 sammelte El Español innerhalb von zwei Monaten 3,6 Millionen Euro von 5.624 Unterstützern durch Crowdfunding. Am 10. April 2015 wurde das Unternehmen in eine Aktiengesellschaft umgewandelt und verfügte über ein Grundkapital von 17 Millionen Euro.
Im Dezember 2017 erwarb El Español eine bedeutende Beteiligung an Vandal, einer führenden spanischen Website für Videospiele.

## Redaktioneller Ansatz und Ruf
El Español ist für seine unabhängige redaktionelle Ausrichtung bekannt, die das Engagement von Gründer Pedro J. Ramírez für die Unabhängigkeit von politischen, wirtschaftlichen und institutionellen Einflüssen widerspiegelt. Die Zeitung kombiniert traditionelle Berichterstattung mit Multimedia-Formaten wie Podcasts, Videos und investigativem Journalismus. El Español nutzt Echtzeit-Updates und soziale Medien wie Twitter (mit über 524.000 Followern bis Januar 2025), um mit dem Publikum zu interagieren.